# امام‌زاده شاه غریب
امام‌زاده شاه غریب یک روستا در ایران است که در استان فارس واقع شده‌است.